# Feliks Mileker
Srećko — Feliks Mileker (Vršac, 14. januar 1858. Vršac — Vršac, 26. april 1942) bio je srpski učitelj, kustos, istraživač i publicista. Mnogo je doprineo formiranju muzeja u svom rodnom gradu i kao pionir te oblasti na našim prostorima muzeologiji uopšte.

## Biografija
Osnovnu i Građansku školu završio je u Vršcu, a 1873. odlazi u Segedin i upisuje se u Učiteljsku školu. Imao je samo jednog sina Rudolfa Milekera, koji je postao poznat vulkanolog i profesor univerziteta u Debrecinu.
Od 1878. godine je radio u Beloj Crkvi kao učitelj. Tu je službovao do 1883. godine, kada prelazi u Vršac. Godine 1885. povereno mu je vođenje Biblioteke, a 1894. postavljen je za kustosa Gradskog muzeja u Vršcu. Godine 1899. pozvan je u Budimpeštu na tečaj za rukovodioce muzeja, prvenstveno za rad u arheološkim zbirkama.
Mileker 1921. počinje sa objavljivanjem serije malih monografija o prošlosti Banata i njegovoj kulturnoj istoriji pod nazivom Banater Bücherei. Ove sveske su izdavane sve do 1942, a ukupno je objavljeno 73 broja, od kojih je sam Mileker napisao 59. Mileker je svoj prvi rad objavio 1879. godine pod naslovom Werschetz im letztem Türken Kriege und Jakob Hennemann (Vršac za vreme poslednjeg turskog rata i Jakob Heneman).

## Doprinosi i legat
Rezultati Milekerovih radova su na nivou svoga vremena i u skladu sa tadašnjim normativima i dostignućima nauke. Muzej koji je osnovao i vodio od samog početka pa do svoje smrti izgradio je kao istraživačku ustanovu sa bogatim zbirkama, naročito arheološkom koja zauzima značajno mesto na jugu Karpatskog basena, pa je stoga često u središtu pažnje arheologa širom Evrope.
Prošlošću rodnog mi mesta bavim se još od 1877. Pogdekoji zanimljivi historijski podaci, na koje naiđoh, doveli su me na misao, da pokušam da ih u celini saberem.
Mileker je bio aktivan i veoma angažovan na više strana. Godine 1880. izabran je za redovnog člana Banatskog istorijskog i arheološkog društva u Temišvaru (Dél-magyarországi Történelmi és Régészeti Társulat). Godine 1901. izabran je za redovnog člana Mađarskog numizmatičkog društva (Magyar Numizmatikai Társulat). Literarno društvo iz Temišvara, Arany János Társaság, izabralo je Milekera za svog člana zbog radova iz toponomastike, a on je iz ove oblasti održao pristupnu besedu. Takode je bio član Prirodoslovnog društva Banata u Temišvaru (Délmagyarországi Természettudományi Társulat), član Mađarskog društva za antropologiju i arheologiju, a Mileker je i saosnivač Nemačkog udruženja za praistoriju (Deutsche Gesellschaft für Vorgeschichte) u Berlinu. Suosnivač je Nemačkog učiteljskog udruženja u Temišvaru, koje je osnovano 1909. godine. Iste godine je odlikovan i Ordenom Svetog Save IV reda, a 1928. dobija počasnu povelju Instituta u Štutgartu za uspešan razvoj Muzeja i Biblioteke, za arheološka i kulturno-istorijska istraživanja i objavljivanje radova o Banatu, kao i za publikovanje monografija mnogih mesta i pokretanje edicije Banater Bücnerei. Akademija u Minhenu odlikovala je Milekera 1934. godine srebrnom medaljom za zasluge.
Na predlog Muzejskog odbora Senat grada Vršca proglasio je Milekera za doživotnog kustosa Gradskog muzeja i biblioteke u Vršcu, a Geteova zadužbina (Die Johann Wolfgang von Goethe — Stifung) u Vajmaru posmrtno mu je dodelila 1942. godine nagradu Princ Eugen.

## Odabrana dela
Od važnijih i ujedno obimnijih njegovih radova se ističu:
- Povesnica slobodne kraljeve varoši Vršca (1886). Knjiga je objavljena u dva toma, istovremeno na tri jezika: srpskom, nemačkom i mađarskom, a izašla je povodom milenijuma Ugarske.
- (Starine Južne Ugarske do vremena zauzeća zemlje). To je iscrpan arheološki katastar, objavljen prvo u nastavcima u časopisu „Történelmi és régészeti értesitő” u vremenu od 1896. do 1906. godine.
- (Praistorijsko naselje u Vatinu) objavljeno je 1905. godine.
- (Srednjovekovna geografija Južne Ugarske). Ovo delo je takođe prethodno objavljeno u nekoliko nastavaka u „Tört. és rég. ért.” a kao posebna knjiga u dva toma 1915. godine.
- Letopisi opština Podunavske oblasti — II Banatski deo. Pančevo, 1929. pp. 103–183.
- Vorgeschichte aus Banats (Praistorija Banata). Ova studija predstavlja sintezu Milekerovog rada na arheologiji. Objavljena je u četiri nastavka, u Starinaru od 1937. do 1940. godine. Poslednji deo o gvozdenom dobu je nedovršen ostao u rukopisu.

## Literatura
- Dušan Belča, Javor Rašajski, Ivan Kalnak: Vršac Forever, Vršac, 2006.
- Bogdan Brukner: Felix Mileker osnivač moderne arheologije u Panoniji. Glasnik 'Humboltovog Kluba Srbije' br.4/1997